# Lamseupeung
Lamseupeung is een bestuurslaag in het regentschap Banda Aceh van de provincie Atjeh, Indonesië. Lamseupeung telt 1926 inwoners (volkstelling 2010).